# Faisal II van Irak
Faisal II  (Arabisch: الملك فيصل الثاني , Al-Malik Fayṣal Ath-thānī) (Bagdad, 2 mei 1933 – aldaar, 14 juli 1958) was van 1939 tot 1958 de laatste Iraakse koning. Hij was een kleinzoon van de beroemde koning Faisal I.

## Biografie
In 1939 volgde Faisal zijn overleden vader op, koning Ghazi (1910-1939), die bij een auto-ongeluk om het leven was gekomen. Tot 2 mei 1953 stond hij onder regentschap van prins Abdul-Ilah (1913-1958), een neef van zijn vader. 
In april 1941 pleegden pronationalistische officieren onder leiding van Rasjid Ali een staatsgreep. Zij werden gesteund door de antisemitische en pronazistische 'Gouden Vierkant'-organisatie. De koning moest, samen met zijn moeder, naar Transjordanië vluchten maar kon, met behulp van de Britten, na de onderdrukking van de coup terugkeren. Op 2 mei 1953 werd Faisal op zijn 20e verjaardag meerderjarig verklaard en ingehuldigd, hoewel de koninklijke macht in feite in handen bleef van regent Abdul-Ilah, na Faisals troonsbestijging nu als kroonprins.
In februari 1958 werd Faisal II tevens hoofd van de Arabische Federatie, een tegen Nassers Verenigde Arabische Republiek (Egypte en Syrië) gericht pro-westers samenwerkingsverband tussen Irak en het Jordaanse koninkrijk (waar zijn achterneef Hoessein koning was).  
Op 14 juli 1958 pleegden nationalistische militairen een staatsgreep. De koninklijke villa in Bagdad, waar Faisal met de koninklijke familie verbleef, werd daarop door opstandige militairen bestormd. Bijna de gehele koninklijke familie werd in de tuin bijeen gedreven en vermoord, inclusief de 25 jarige koning Faisal. Het lijk van de gehate Abdul-Ilah werd in triomf door de straten gesleept en verbrand. Onder het bewind van Saddam Hoessein werden de restanten van de overige leden van de koninklijke familie bijgezet in een tombe, als geste van goede wil aan koning Hoessein van Jordanië, die als tegenprestatie Saddam Hoesseins afstamming van de profeet erkende en daarmee diens familieverwantschap met de afgeslachte koninklijke familie.